# 国土情報基盤整備促進議員連盟
国土情報基盤整備促進議員連盟（こくどじょうほうきばんせいびそくしんぎいんれんめい）は、令和6年（2024年）7月23日に発足
した、日本の国土管理を充実するとともに、国土地図を作成する国土地理院の戦略的活用を根本的に見直し、災害対応や各種経済活動の基盤となる地図作成を進めるため課題と在り方を検討することを目的とする日本の自由民主党の議員連盟。

## 概要
新藤義孝議員が発起人代表となって発足した。会長は新藤義孝議員、事務局長は井林辰憲議員。